# Ponte Tjeldsund

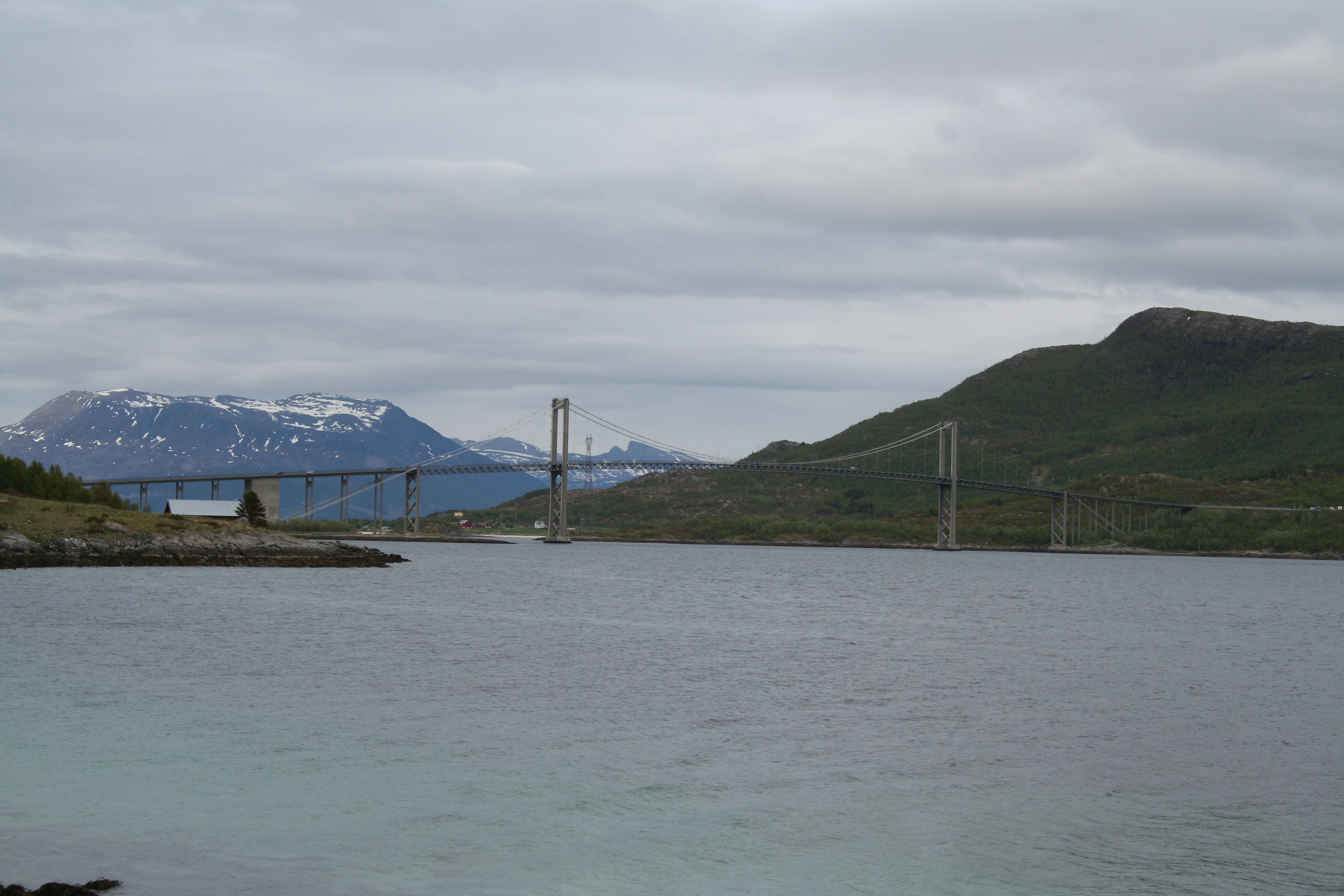
Ponte Tjeldsund

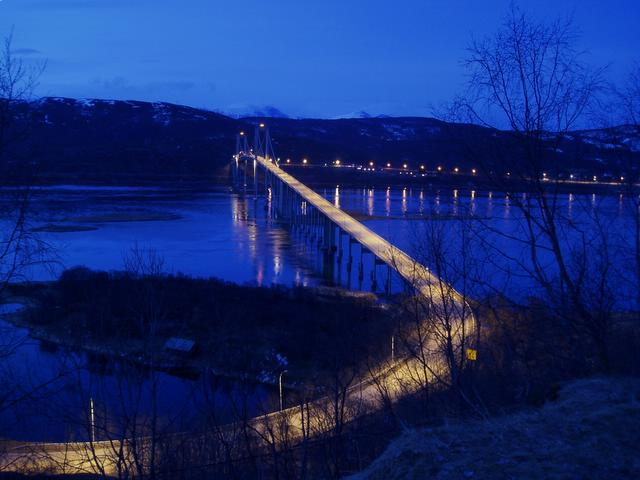
Ponte Tjeldsund, vista do continente (leste)

A ponte Tjeldsund (Tjeldsundbrua) é uma ponte pênsil que atravessa Tjeldsundet entre o continente e Hinnøya, na Noruega. Tem uma extensão de 1007 metros, o maior vão livre entre pilares é de 290 metros e a altura máxima em relação ao nível do mar é de 41 metros.
Depois de trinta meses e 375 mil horas de trabalho, 112 000 sacos de cimento, 1,2 mil toneladas de aço e ao custo de 45 milhões de coroas norueguesas, a ponte Tjeldsund foi inaugurada pelo rei Olavo V em 22 de agosto de 1967.
A ponte liga o município de Harstad com o continente. Juntamente com as pontes em Vesterålen, também liga as principais ilhas do arquipélago de Vesterålen com o continente.